# Spogostylum obscurum
Spogostylum obscurum är en tvåvingeart som först beskrevs av Sack 1909.  Spogostylum obscurum ingår i släktet Spogostylum och familjen svävflugor. Inga underarter finns listade i Catalogue of Life.